# SS Cevic (1893)
SS Cevic foi um navio a vapor construído por Harland and Wolff e operado pela White Star Line, servindo inicialmente no Atlântico Norte. Mais tarde, ele foi transferido para a Austrália. No início da Primeira Guerra Mundial ele foi vendido para o Almirantado. Mais tarde, ele foi transferido para a Royal Fleet Auxiliary. Depois da guerra, ele foi novamente vendido, desta vez para a Anglo-Saxon Petroleum Company.

## História

### Serviço na White Star
Cevic foi lançado ao mar pelo estaleiro Harland and Wolff, em Belfast, no dia 23 de setembro de 1893, sendo concluído no dia 6 de janeiro do ano seguinte. Ele foi um dos maiores navios de carga do mundo em sua época, onde foi equipado para transportar até 1.000 cabeças de gado.
No dia 16 de novembro de 1902, Cevic foi atingido por uma Draga enquanto esteve ancorado em Nova Iorque.
Em 1908, Cevic foi transferido para realizar serviços no Reino Unido e Austrália, viajando através de Cabo. Em 1910, a decisão foi tomada para tentar navegar através do Canal de Suez para economizar tempo. No entanto, ele foi aterrado diversas vezes no Canal, tendo que retornar ao Porto Said para reparos. Como precaução, o navio foi revertido para a rota mais longa. Ele foi utilizado ocasionalmente no Atlântico Norte durante esse período, ele fez dois relatórios de gelo no dia 20 de abril de 1912, dias após o naufrágio do RMS Titanic.

### Primeira Guerra Mundial
Após o início da Guerra, Cevic foi vendido para o Almirantado em outubro de 1914, sendo convertido com as configurações de guerra pelo estaleiro Harland and Wolff. Ele foi equipado com duas chaminés e torres de madeira, disfarçando-se de HMS Queen Mary.
Após a conversão, Cevic deixou Belfast no dia 11 de fevereiro de 1915, atingindo uma rocha no dia 13, a caminho de Loch Awe. Como resultado, ele teve que retornar a Belfast para realizar reparos. No dia 10 de abril de 1915, ele deixou novamente o estaleiro. Desta vez, ele encalhou durante uma névoa na Ilha Rathlin. No entanto, ele permaneceu flutuando por conta da maré, onde seguiu para Lost Ewe. Durante uma patrulha ao largo da costa leste dos Estados Unidos, ele foi flagrado pelo navio alemão SS Kronprinz Wilhelm, tendo que voltar para Nova Iorque logo em seguida.
Em setembro de 1915, Cevic foi transferido para a Royal Fleet Auxiliary, que o rebatizou de Bayol. Em 1917, ele foi transferido para o controlador de transporte, renomeado de Bayleaf.

### Pós-guerra
Em 1920, ele foi vendido para a Anglo-Saxon Petroleum Company, que o rebatizou de Pyrula. Ele serviu como um navio depósito em Nova Iorque até o ano de 1925, quando ele foi transferido para Curaçao.
Pyrula foi vendido para sucata em Génova, em 1933.